# -（マイナス）〜シングル・コレクション Vol.2
-（マイナス）〜シングル・コレクション Vol.2は1990年にリリースされた、甲斐バンドのベスト・アルバム。

## 概要
甲斐バンドのシングルを中心に収録されたベスト盤。『+（プラス）〜シングル・コレクション Vol.1』と同時発売された。
アルバム初収録楽曲3曲、リミックス1曲、未発表楽曲1曲入りで、デジタル・リマスタリングが施されていた。

## 収録曲
1. 漂泊者（アウトロー）
2. 暁の終列車
3. 地下室のメロディー
4. 天使（エンジェル）
5. 離鐘（ドラ）の音
6. グッドナイト・ドール　（未発表曲）
7. ダイナマイトが150屯
8. 破れたハートを売り物に （リミックス'90）
9. 無法者の愛
10. 観覧車'82
11. BLUE LETTER
12. ナイト・ウェイブ
13. シーズン
14. フェアリー（完全犯罪）
15. 野獣
16. レイニー・ドライヴ
17. メガロポリス・ノクターン